# Utta Danella – Das Geheimnis unserer Liebe
Utta Danella – Das Geheimnis unserer Liebe ist eine deutsche Komödie aus dem Jahr 2008. Die Verfilmung geht zurück auf Utta Danellas Roman „Vergiss, wenn du leben willst“ und ist die 16. Folge der Filmreihe.

## Handlung
Franziska betreibt das Uhrmachergeschäft ihres Vaters in einen kleinen Ort am Starnberger See. Ihre Jugendliebe Benedict, ein Anwalt, kehrt in die Heimat zurück. Beide fühlen sich zueinander hingezogen. Bereits ihre beiden Väter waren beste Freunde. Allerdings war Martin Bordin beim Unfalltod von Franziskas Vater dabei, der seine Frau mit ihrer besten Freundin betrogen hat. Im Laufe der Zeit finden auch Lilo und Martin sowie auch Henry und Susi zueinander.

## Produktion
Das Geheimnis unserer Liebe wurde zwischen 27. September 2006 bis 27. Oktober 2006 in Bad Tölz, München und am Starnberger See unter dem Titel Utta Danella - Vergiss, wenn du lieben willst gedreht. Produziert wurde der Film von der Bavaria Fiction GmbH.
Die Erstausstrahlung erfolgte am 28. März 2008 im Ersten.

## Kritiken
TV Spielfilm meint nur: „Das Geheimnis des Freitags: Umschalten!“ und zeigte mit dem Daumen nach unten.
Filmdienst urteilte wie folgt: „Im Zuge allgemeiner Gefühlsverwirrung treten dunkle Geheimnisse zu Tage, die das Glück in Frage stellen. Stereotype (Fernseh-)Herz-Schmerz-Geschichte, angesiedelt am Starnberger See.“